# Osin
Osin je priimek več oseb:
- Nikolaj Lavrentevič Osin, sovjetski general
- Roman Osin, britanski kinematograf